# Peover Superior and Snelson
Peover Superior and Snelson är en civil parish i distriktet Cheshire East, i grevskapet Cheshire, i England. Civil parish är belägen 5 km från Knutsford. Det inkluderar Over Peover och Peover Heath. Civil parishen inrättades den 1 april 2023.